# Erazm z Zakroczymia

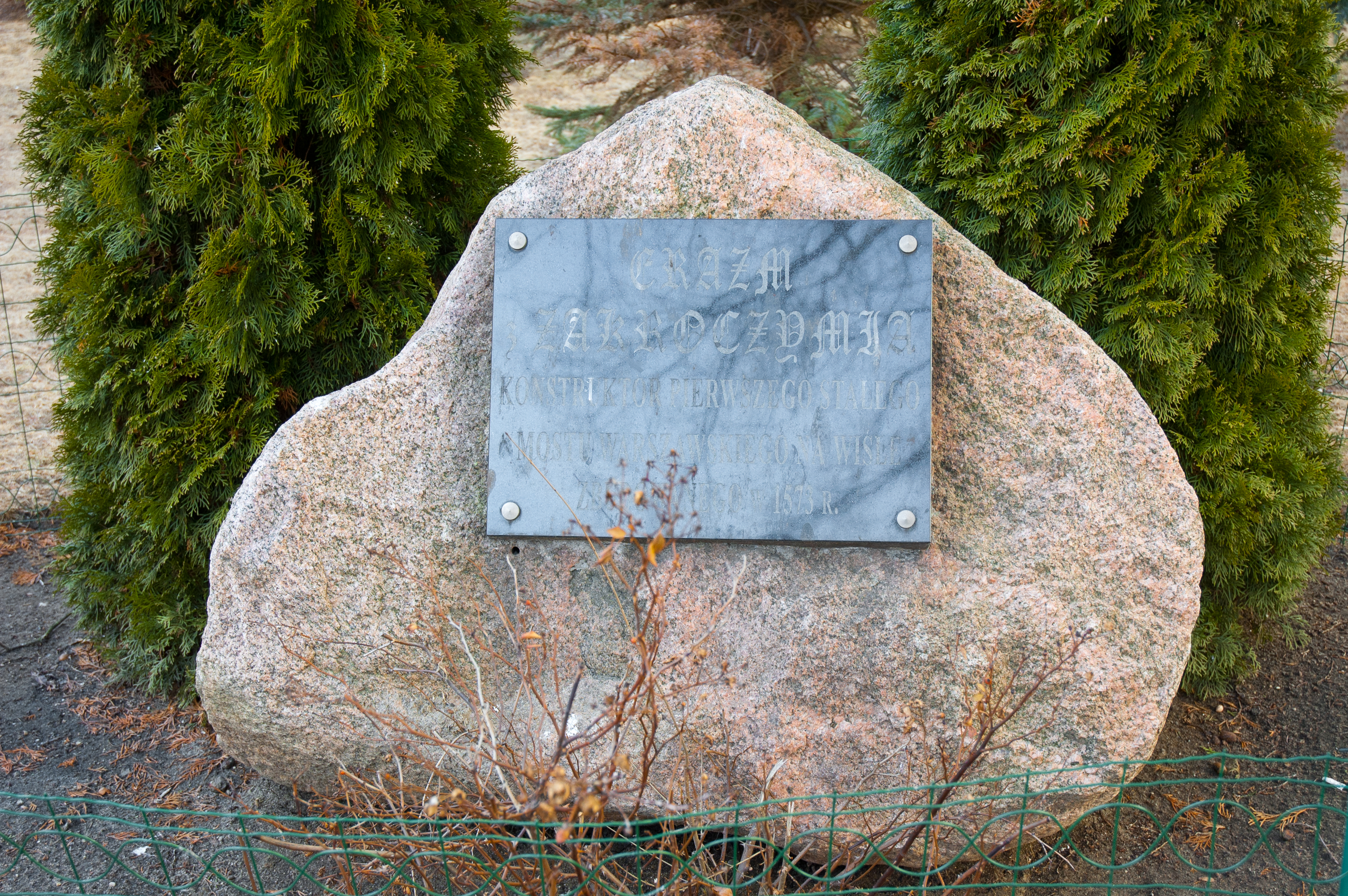
Tablica upamiętniająca Erazma z Zakroczymia znajdująca się na Warszawskim Tarchominie

Erazm z Zakroczymia (właśc. Erazm Giotto, Erazm Czioto lub Erazm Cziotko) – mieszczanin pochodzący z Zakroczymia, budowniczy mostu Zygmunta Augusta na Wiśle w Warszawie.

## Życiorys
Był synem Piotra z Zakroczymia. Prawdopodobnie pochodził z Włoch. Ówczesne źródła wskazują, iż mógł on nosić nazwisko Cziotko, gdyż podpisywał się „Erasmus Cziotko, fabrikator pontis Varszoviensis". To nazwisko mogło być zniekształconą formą nazwiska Giotto noszonego przez rodzinę florenckich budowniczych, którego członkowie osiedlili się w Polsce w czasie panowania Zygmunta Starego.
W latach 1540–1560 był szyprem i trudnił się transportem towarów do Gdańska. W 1570 uzyskał obywatelstwo Starej Warszawy. Zajmował się m.in. handlem zbożem i winami.
W latach 1568–1573 kierował budową mostu Zygmunta Augusta na Wiśle w Warszawie.
Przypisuje mu się również budowę strażniczej wieży bramnej prowadzącej na most wzniesionej w latach 1581–1582.

## Upamiętnienie
- W 1979 nazwę Erazma z Zakroczymia nadano ulicy na warszawskiej Białołęce (osiedle Tarchomin)[8][9].